# Liste der Monuments historiques in Berg-sur-Moselle
Die Liste der Monuments historiques in Berg-sur-Moselle führt die Monuments historiques in der französischen Gemeinde Berg-sur-Moselle auf.

## Liste der Bauwerke
| Bezeichnung                      | Beschreibung | Standort                    | Kennzeichnung | Schutzstatus | Datum | Bild           |
| -------------------------------- | --- | --------------------------- | ------------- | ------------ | ----- | -------------- |
| Residenz der Äbte von Echternach | Hauptgebäude aus der zweiten Hälfte des 18. Jahrhunderts; Taubenturm, 17. Jahrhundert; Bauernhof, 19. Jahrhundert | 1 place des Tilleuls (Lage) | PA57000025    | Inscrit      | 2003  | weitere Bilder |

## Liste der Objekte
| Bezeichnung | Beschreibung               | Standort                       | Kennzeichnung | Schutzstatus | Datum | Bild |
| ----------- | -------------------------- | ------------------------------ | ------------- | ------------ | ----- | ---- |
| Ziborium    | Goldschmiedearbeit, 1782   | in der Kirche St-Michel (Lage) | PM57000912    | Inscrit      | 1996  |      |
| Taufbecken  | Kalkstein, 15. Jahrhundert | in der Kirche St-Michel (Lage) | PM57000911    | Inscrit      | 1996  |      |